# Dorfkirche Blesendorf

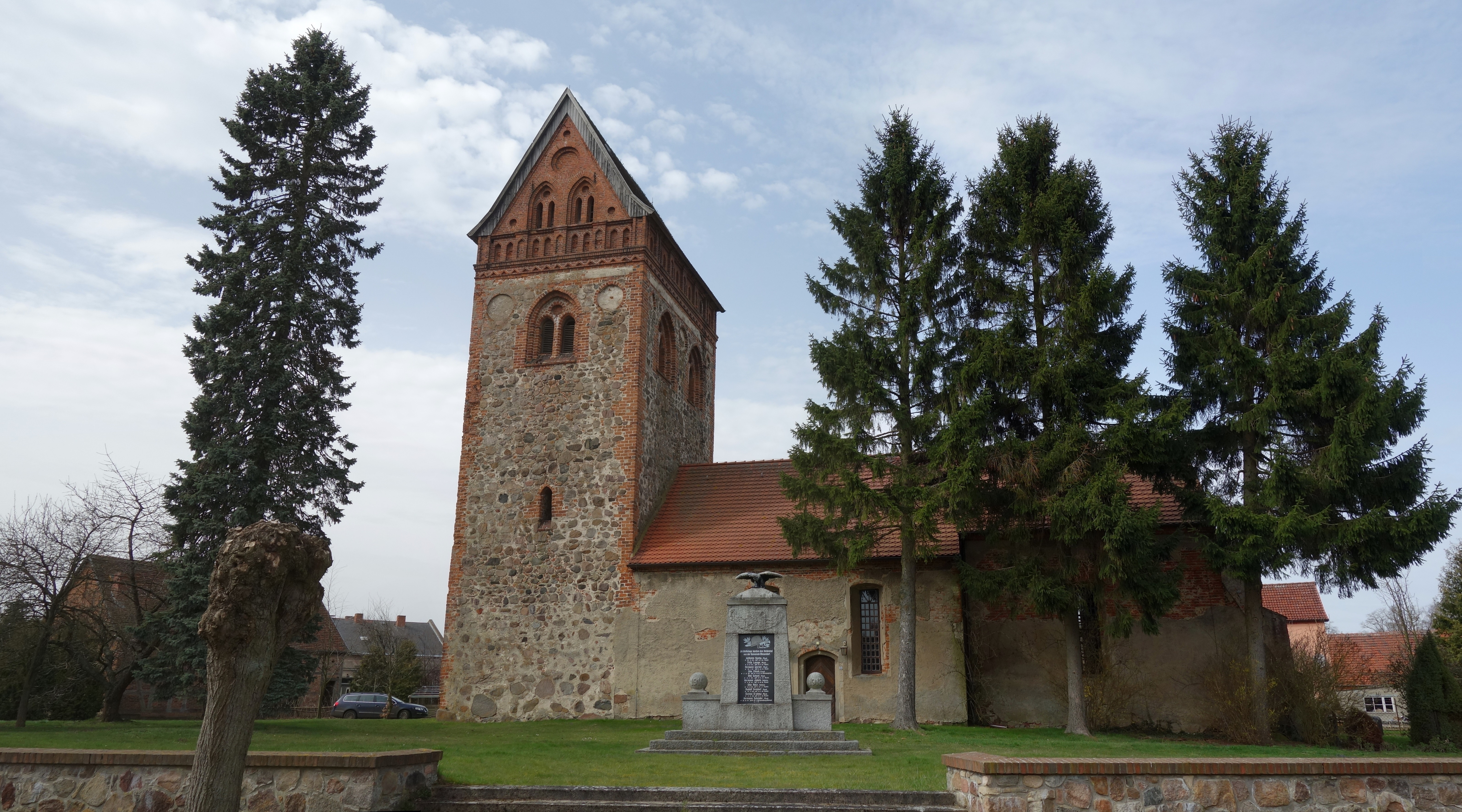
Dorfkirche Blesendorf

Die evangelische, denkmalgeschützte Dorfkirche Blesendorf steht in Blesendorf, einem Ortsteil der Gemeinde Heiligengrabe im Landkreis Ostprignitz-Ruppin in Brandenburg. Die Kirche gehört zum Pfarrsprengel Heiligengrabe im Kirchenkreis Prignitz im Sprengel Potsdam in der Evangelischen Kirche Berlin-Brandenburg-schlesische Oberlausitz.

## Beschreibung
Die Saalkirche wurde im Kern im 13. oder 14. Jahrhundert aus Feldsteinen erbaut. Der querrechteckige Kirchturm im Westen des Langhauses wurde im 15. Jahrhundert angefügt. Sein Oberteil aus Backsteinen erhielt er erst 1890. Es ist mit Blenden im Giebel verziert und quer mit einem Satteldach bedeckt. Die Gewände der als Biforien gestalteten Klangarkaden wurden aus Backsteinen erneuert. Das Langhaus und der eingezogene, flach geschlossene Chor im Osten wurden, da sie stark beschädigt waren, am Anfang des 19. Jahrhunderts aus Backsteinen wieder aufgebaut und verputzt. 
Die Orgel mit zehn Registern, zwei Manualen und einem Pedal wurde 1908 von Rudolf Piper gebaut.